# تانيا تاكر
تانيا تاكر (بالإنجليزية: Tanya Tucker)‏ هي موسيقية ومغنية مؤلفة ومغنية أمريكية، ولدت في 10 أكتوبر 1958 في سيمينول في الولايات المتحدة.

## وصلات خارجية
- الموقع الرسمي
- تانيا تاكر على موقع IMDb (الإنجليزية)
- تانيا تاكر على موقع ميوزك برينز (الإنجليزية)
- تانيا تاكر على موقع قاعدة بيانات برودواي على الإنترنت (الإنجليزية)
- تانيا تاكر على موقع إن إن دي بي (الإنجليزية)
- تانيا تاكر على موقع أول ميوزيك (الإنجليزية)
- تانيا تاكر على موقع ديسكوغز (الإنجليزية)
- تانيا تاكر على موقع قاعدة بيانات الفيلم (الإنجليزية)